# Xysticus potamon
Xysticus potamon är en spindelart som beskrevs av Ono 1978. Xysticus potamon ingår i släktet Xysticus och familjen krabbspindlar.
Artens utbredningsområde är Nepal. Inga underarter finns listade i Catalogue of Life.